# Nhiek Tioulong
 (novembre 2016).
Dans ce nom khmer, le nom de famille, Nhiek, précède le nom personnel.
Nhiek Tioulong (en khmer : ញឹក ជូឡុង, également orthographié ញ៉ឹក ជូឡុង) (Phnom Penh, 23 août 1908 – Hong Kong 9 juin 1996) était un homme politique cambodgien.
Officier de l'armée cambodgienne, il fut aussi membre de nombreux gouvernements après l'indépendance du pays et notamment Premier ministre en 1962.
Proche de la droite cambodgienne, il a néanmoins gardé ses distances avec les dirigeants de la République khmère.
Il est aussi connu pour être le beau-père de Sam Rainsy, le principal opposant au régime actuel de Phnom Penh.

## Biographie
Nhiek Tioulong est né à Phnom Penh, dans une famille de mandarins proches du palais. Il est le père de Tioulong Saumura, elle-même épouse de Sam Rainsy.
Après des études primaires au collège Sisowath à Phnom Penh, il rejoint le lycée Chasseloup Laubat de Saïgon où il passe avec succès un baccalauréat de philosophie.
Il entre en 1932 dans l’administration, où il gravit les échelons jusqu’à devenir, en 1937, gouverneur de la province de Pouthisat, puis, de 1939 à 1944, de celle de Kompong Cham.
Le 9 mars 1945, à la faveur du coup de force japonais contre l’administration coloniale française, il est nommé gouverneur de la ville de Phnom Penh.
Du 14 août au 16 octobre 1945, il est ministre de l’Éducation nationale dans un cabinet dirigé par Son Ngoc Thanh.
Au retour des Français, il reste, du 17 octobre 1945 au 14 décembre 1946, au gouvernement en tant que ministre des Finances d’un cabinet présidé par Sisowath Monireth. Durant cette période, il fera partie des dignitaires qui accompagneront le roi Norodom Sihanouk en France, d’avril à juin 1946.
Le 7 décembre 1946, il est chargé de superviser le départ des Thaïlandais de Battambang, qu’ils occupaient depuis cinq ans, et doit remettre en place l’administration khmère dans ce secteur.
En 1947, il crée le « Kanapac Khemara Vothanaka » (parti de la rénovation khmère) proche de la droite et qui participe la même année aux élections législatives mais ne recueille aucun siège.
En avril 1948, il devient délégué du gouvernement cambodgien auprès du haut commissaire français en Indochine, puis, en août de la même année, délégué du Cambodge au Haut Conseil de l’Union française à Paris. En septembre, il fait partie de la délégation française à l’ONU, en tant que conseiller.
Le 22 novembre 1949, il est nommé colonel de l’armée royale khmère et chef d’État-major.
Il quitte ce poste rapidement et, dès fin décembre 1949, il retrouve son poste de délégué auprès du haut commissaire français, puis devient délégué du Cambodge à la commission d’application des accords franco-khmers.
En mai 1950, il est nommé gouverneur de Battambang avec rang de ministre.
Le 1er janvier 1951, il revient au gouvernement en tant que ministre des finances, poste qu’il conservera jusqu’au 14 mai 1951, date à laquelle il devient ministre d’État chargé de l’information.
Aux élections de 1951, le parti de la rénovation khmère, renforcé par Lon Nol, obtient 2 sièges.
En juin 1953, alors que Norodom Sihanouk s’est exilé de Phnom Penh pour mener à bien sa croisade pour l’indépendance, Tioulong Nhiek dirige le service royal de l’information, installé à Battambang.
À la fin décembre 1953, l’indépendance acquise, il est nommé à nouveau gouverneur de Phnom Penh et prend part aux négociations avec les Français concernant les derniers transferts de compétences entre l’administration coloniale et le gouvernement cambodgien.
Le 7 avril 1954, il est nommé ministre d’État chargé des Affaires étrangères et de la conférence (de Genève), puis, le 18 avril 1954, il est chargé de la défense nationale, et ce jusqu’au 31 juillet 1954. Il devient le premier général de l’Armée royale khmère (le second sera Lon Nol, en 1955) et sera le représentant militaire du Cambodge aux Accords de Genève.
En 1955, il entame une carrière d’ambassadeur, au Japon tout d’abord, puis, en 1957, en URSS, en Pologne et enfin en Tchécoslovaquie.
En 1958 il retourne au Cambodge et intègre plusieurs gouvernements :
- du 22 janvier au 29 avril 1958 : ministre d’État chargé de l’Intérieur, de la Sécurité nationale et de l’Information.
- du 30 avril au 10 juillet 1958 : vice-président du Conseil, ministre du Plan, de la Production, des Affaires économiques, des Travaux publics, des Télécommunications et du Tourisme.
- du 18 février au 13 juin 1959 : vice-président du Conseil (avec Son Sann), ministre de l’Intérieur, de la Justice, de l’Information, du Plan et de l’Assainissement général.
- du 14 juin 1959 au 19 avril 1960 : vice-président du Conseil, ministre de l’Éducation nationale, du Plan et du Tourisme.
- du 20 avril 1960 au 28 janvier 1961 : premier vice-président du Conseil, ministre du Plan, du Tourisme, de la Production, des Travaux publics et des Télécommunications.
- du 29 janvier 1961 au 12 février 1962 : ministre d’État chargé des affaires étrangères et du tourisme.
- du 13 février au 6 août 1962 : Président du Conseil.

En octobre 1962, il est nommé gouverneur de Kirirom.
Le 6 novembre 1962, il devient inspecteur des forces armées royales khmères et vice-président du Haut conseil du trône.
En 1965, il s’essayera au cinéma et sera l’acteur principal dans « Apsara », premier long métrage du prince Norodom Sihanouk.
En octobre 1966, il remplacera brièvement Lon Nol (devenu ministre) à la tête de l’armée.
En 1969, il se retire en France et reste dans l’ombre jusqu’au milieu des années 1980 où il devient vice-président du Front uni national pour un Cambodge indépendant, neutre, pacifique et coopératif (FUNCINPEC). Ce parti a été créé par Norodom Sihanouk pour combattre le nouveau régime mis en place à Phnom Penh par les troupes vietnamiennes.
Il dirigera même le FUNCINPEC de 1989 à 1992, à la place de Norodom Sihanouk.
Le 26 octobre 1993, il est nommé conseiller privé du roi.
Il meurt dans un hôpital de Hong Kong le 9 juin 1996.

## Sources
- (fr) http://aefek.free.fr/iso_album/nhiek_tioulong_1.pdf
- (fr) http://vorasith.online.fr/cambodge/hist/hk69.htm
- (fr) http://www.abbc.net/totus/STcp/STcp11.html
- (fr) http://perspective.usherbrooke.ca/bilan/servlet/BMGvt?codePays=KHM
- (fr) « http://www.mepasie.org/files/DD169.doc »(Archive.org • Wikiwix • Archive.is • Google • Que faire ?)